# Sapalache
Sapalache es un caserío peruano, capital del distrito de El Carmen de la Frontera, perteneciente a la provincia de Huancabamba del departamento de Piura, al norte del Perú. 

## Ubicación
Sapalache se ubica al noreste de la provincia de Huancabamba, en el distrito de Huarmaca, en el departamento de Piura.

## Demografía
En 2017 Sapalache tenía una población de 544 habitantes.
| Gráfica de evolución demográfica de Sapalache entre 1993 y 2017 |
|                                                                 |
| Fuentes: Población 1993 y 2017                                  |